# Persoonia filiformis
Persoonia filiformis (лат.) — небольшой кустарник, вид рода Персоония (Persoonia) семейства Протейные (Proteaceae), эндемик юго-запада Западной Австралии.

## Ботаническое описание
Persoonia filiformis — прямостоячий кустарник высотой до 7-40 см с тонкой корой и опушёнными молодыми веточками. Листья расположены попеременно, линейные длиной 10-20 мм и шириной около 1 мм с шестью выступающими параллельными жилками и острым кончиком. Цветки расположены поодиночке, парами или группами до двадцати вдоль цветоноса длиной до 30 мм, который после цветения перерастает в листовой побег, каждый цветок на гладкой цветоножке 1-2 мм в длину. Листочки околоцветника зеленовато-жёлтые, длиной 11-16 мм, гладкие снаружи с зеленовато-жёлтыми пыльниками, сросшимися с листочками околоцветника. Цветение происходит с ноября по декабрь.

## Таксономия
Впервые вид был официально описан Питером Уэстоном в 1994 году в журнале Telopea по образцам, собранным им около поворота к Джуриен-Бей с шоссе Бранд в 1980 году.

## Распространение и местообитание
P. filiformis — эндемик Западной Австралии. Растёт в низменной эвкалиптовой пустоши между рекой Эрроусмит и Бадгингаррой на юго-западе Западной Австралии.

## Охранный статус
Вид классифицируется Департаментом парков и дикой природы правительства Западной Австралии как «третий приоритет», что означает, что растение малоизучено и известно лишь из нескольких мест, но не находится под непосредственной угрозой.